# Liste der Stolpersteine in Stolpe (Holstein)
Die Liste der Stolpersteine in Stolpe enthält die Stolpersteine, die im Rahmen des gleichnamigen Projektes von Gunter Demnig in Stolpe verlegt wurde. Mit ihnen soll an Opfer des Nationalsozialismus erinnert werden, die in Stolpe lebten und wirkten.
Die ersten für den 1. März 2018 geplante Verlegung für zwei Brüder fand wegen Frostes nicht statt. Stattdessen wurden die beiden Stolpersteine von Gunter Demnig für eine spätere Verlegung feierlich überreicht.

## Verlegte Stolpersteine
| Stolperstein | Inschrift | Verlegeort                      | Name, Leben                |
| ------------ | --- | ------------------------------- | -------------------------- |
|              | HIER WOHNTE JOHANNES WEHDE JG. 1909 EINGEWIESEN 27.2.1937 HEILANSTALT NEUSTADT 'VERLEGT' 9.7.1941 BERNBURG ERMORDET 9.7.1941 'AKTION T4' | Wankendorfer Straße/Wiesenweg · | Johannes Wehde (1909–1941) |
|              | HIER WOHNTE RICHARD WEHDE JG. 1905 EINGEWIESEN 24.6.1931 HEILANSTALT NEUSTADT 'VERLEGT' 9.7.1941 BERNBURG ERMORDET 9.7.1941 'AKTION T4'  | Wankendorfer Straße/Wiesenweg · | Richard Wehde (1905–1941)  |